# Hans Ross
Hans Mathias Elisæus Ross, född den 14 april 1833 i dåvarande Holums kommun, nära Mandal, död den 16 juli 1914 i Kristiania (nuvarande Oslo), var en norsk språkforskare. Han var bror till Immanuel Ross.
Ross blev teologie kandidat 1855, men studerade sedan språkvetenskap, delvis i Tyskland och England 1856–1860. Alltifrån 1866 slog han sig på studiet av norska dialekter och var 1868 med om att stifta Norske samlaget, vars första skrifter Lauvduskar (I–II, 1868) och Ein sogebundel 1869) var frukter av hans arbete.
År 1877 fick han fast statsunderstöd för att kunna ägna sig åt norsk dialektforskning landet runt; en några år senare (av Johan Sverdrup) föreslagen professur vägrade han mottaga. Som resultat av ett väldigt samlararbete framstod hans huvudverk Norsk ordbog (1889–1895, med en rad supplement 1902–1911), i formen ett tillägg till Ivar Aasens ordbok (1873), men mycket större än denna; ty Ross har inte endast kompletterat sin föregångares artiklar, utan även fogat 35 000–40 000 ord till Aasens omkring 50 000, som Aasen funnit och förklarat. Obunden av Aasens huvudsyfte, att skapa en för landsmålet brukbar norm, påvisade Ross med mycket större fonetisk varsamhet och noggrannhet dialekternas mångfald i former och ljudförhållanden såväl som i betydelseskiftningar.
Ett annat betydelsefullt verk av Ross är hans samling av 17 monografier Norske bygdemaal (i Kristiania videnskapsselskaps Skrifter, 1905–1909). Ross behärskade riksmålet med samma mästerskap som landsmålet och dialekterna.